# Gusztáv Tőry

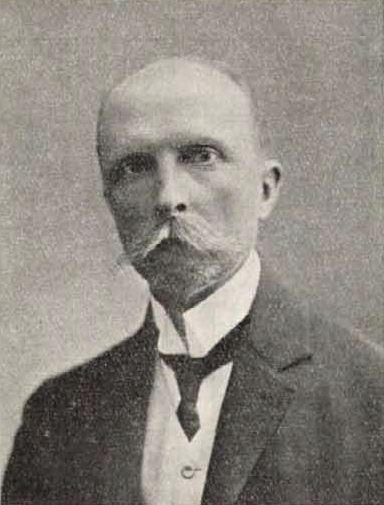
Gusztáv Tőry (1912)

Gusztáv Tőry (* 24. Oktober 1857 als Gusztáv Spiesz in Pest; † 30. Oktober 1925 in Budapest) war ein ungarischer Jurist, Politiker und Justizminister. Er war von 1920 bis 1925 Präsident der Kúria, dem Obersten Gerichtshof des Königreichs Ungarn.

## Leben
Tőry studierte Jura in Ungarn und im Ausland. Er war später im k.u. Justizministerium angestellt. Dort gehörte er zunächst der Abteilung an, welche neue Gesetze ausarbeitete und wechselte später in die Abteilung für internationales Recht. Er war 1901 und 1904 Teilnehmer der Haager Konferenz für Internationales Privatrecht. 1912 wurde er Staatssekretär und war ab 8. Mai 1918 Justizminister im Kabinett von Sándor Wekerle. Von 1920 bis 1925 war er Präsident des Obersten Gerichtshofs von Ungarn.